# Gogolewo (Marianowo)
Gogolewo (deutsch Pegelow) ist ein Dorf im Westen der polnischen Woiwodschaft Westpommern und gehört zur Landgemeinde Marianowo (Marienfließ) im Powiat Stargardzki (Kreis Stargard in Pommern).

## Geographische Lage
Gogolewo liegt zehn Kilometer nordöstlich der Kreismetropole Stargard (Stargard in Pommern) an der polnischen Landesstraße 20 (ehemalige deutsche Reichsstraße 158), die von Stargard bis nach Gdynia (Gdingen) verläuft. Im Ort münden Nebenstraßen von Pęzino (Pansin) bzw. Kicko (Kietzig) kommend in die Hauptstraße ein.
Weniger als zwei Kilometer südlich des Dorfes liegt seit 1859 die Bahnstation Gogolewo an der Bahnstrecke, die von Stargard bis Danzig verläuft.
Der am östlichen Ortsrand vorbeifließende Krampehl (Krąpiel) ist zugleich die Grenze zum Nachbarort Dalewo (Dahlow).

## Geschichte
Bis 1945 bildete der bis dahin Pegelow genannte Ort einen Amts- und Standesamtsbezirk, in den die Nachbargemeinde Dahlow miteingegliedert war. Er lag im Landkreis Saatzig im Regierungsbezirk Stettin der preußischen Provinz Pommern.
Zur Gemeinde Pegelow gehörte damals das Vorwerk Birkhof (polnisch: Brzeźno), etwa 4,5 Kilometer südwestlich gelegen. Im Jahre 1933 zählte Pegelow 495 Einwohner, im Jahre 1939 waren es bereits 527. Letzter deutscher Bürgermeister war der Landwirt Gustav Hein.
Im Jahre 1945 erhielt Pegelow den polnischen Namen Gogolewo. Das Dorf ist heute Teil der Gmina Marianowo im Powiat Stargardzki in der Woiwodschaft Westpommern (1975 bis 1998 Woiwodschaft Stettin).

## Kirche

### Pfarrkirche

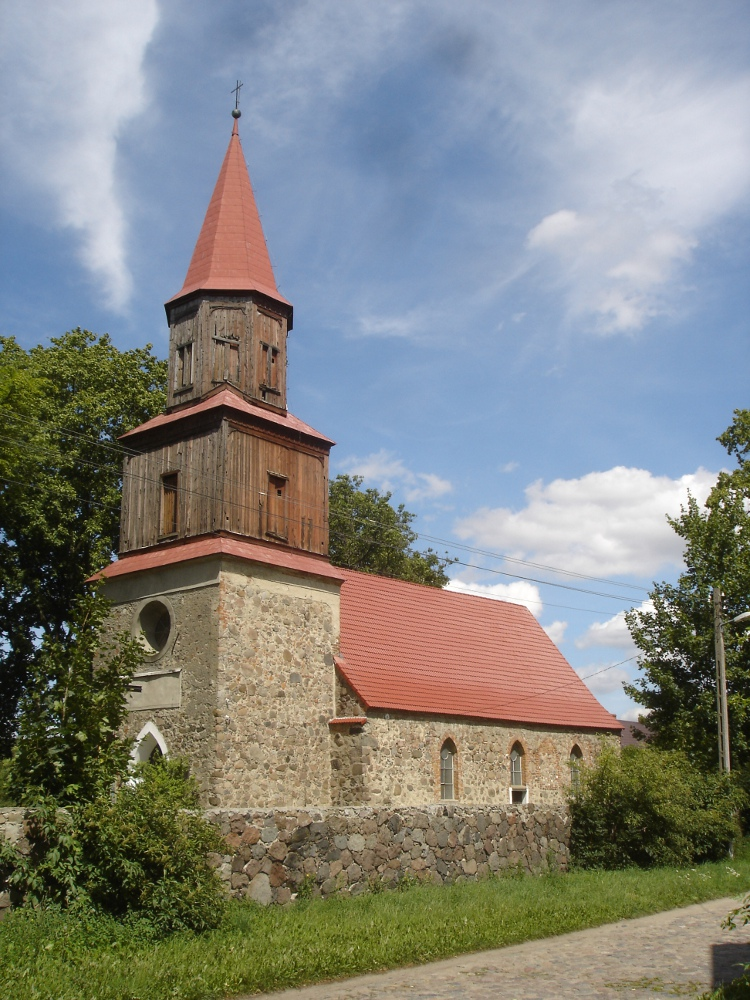
Dorfkirche (2011)

Bei der Pegelower Kirche handelte es sich um einen Findlingsbau, der später verputzt wurde. Nach einem Brand im Jahre 1643 ist das Holzwerk der Kirche 1827 erneuert worden. Der abgesetzte Turm soll auch aus dem Jahre 1827 stammen. Das bis 1945 evangelische Gotteshaus wurde 1945 zugunsten der katholischen Kirche enteignet. Es wurde am 17. Oktober 1945 neu geweiht und erhielt den Namen Kościół pw. Matki Bożej Częstochowskiej (Kirche der Gottesmutter von Tschenstochau).

### Kirchspiel/Pfarrei
Pegelow war ein altes Kirchdorf. Bei überwiegend evangelischer Bevölkerung gehörte das Kirchspiel bis 1945 zum Kirchenkreis Freienwalde in Pommern (polnisch: Chociwel) im Ostsprengel der Kirchenprovinz Pommern der Kirche der Altpreußischen Union. Im Jahre 1940 zählte das Kirchspiel insgesamt 1175 Gemeindeglieder, von denen 495 zum Pfarrort und 409 zur Dahlower und 291 zur Wulkower Filialkirche rechneten.
Seit 1945 leben in Gogolewo überwiegend katholische Kirchenglieder. Die Pfarrei gehört jetzt zum Dekanat Stargard-Wschód (Stargard-Ost) im Erzbistum Stettin-Cammin der Katholischen Kirche in Polen. Evangelische Kirchenglieder sind in die Trinitatiskirchengemeinde in Stettin in der Diözese Breslau der Evangelisch-Augsburgischen Kirche in Polen eingepfarrt.

### Pfarrer bis 1945
| - Ambrosius NN. - Mathäus Wege - Adrian Seelihn - Lukas Dreusdal, ab 1600. - Lukas Dreusdal, bis 1644 (Sohn des Vorgängers). - Melchior Vechner, 1645–1650 - Thomas Dörfelius, 1650–1667 - Philipp David Fuhrmann, 1668–1697 - Friedrich Benjamin Wernicke, 1698–1727 - Johann Christian Kempe, 1728. | - Kaspar Wolff, 1728–1748 - Jakob Heinrich Sprengel, 1748–1760 - Thomas Samuel Wüstenberg, 1760–1795 - Karl Wilhelm Grantzin, 1796–1831 - August Wilhelm Grantzin, 1831 (Sohn des Vorgängers). - Johann Wilhelm Christoph Heinrich, 1832–1856 - Johann David Christian Gaudig, 1857–1883 - Moritz Martin Bernhard Ebeling, ab 1884. - Otto Zingler, 1909–1928 - Waldemar Bluemel, 1929–1945 |

## Schule
Für Pegelow und den Nachbarort Dahlow gab es vor 1945 eine gemeinsame Schule. Letzter deutscher Lehrer war Paul Knoll.

## Söhne und Töchter des Ortes
- Hermann Kasten (1866–1946), deutscher Lehrer, Heimatforscher und Dichter